# Bernard Ayglier
Bernard Ayglier, Aiglier, Aigler o Aiglerius (Lyon, c. 1216 - Abadía de Montecasino, 4 de abril de 1282) fue un religioso benedictino y cardenal francés.

### Vida
Fue capellán de Inocencio IV, auditor del Tribunal de la Rota Romana,  consejero del rey Carlos I de Nápoles y Sicilia, abad del monasterio de Lérins en la isla Saint-Honorat y después de la abadía de Montecasino, desempeñando este último cargo hasta su muerte. 
Presumiblemente, el papa Clemente IV le creó cardenal en algún momento indeterminado de su pontificado (1265-1268), en cuya dignidad ofició como legado en Francia en la guerra contra los albigenses y en Constantinopla para firmar una alianza contra los sarracenos. Sin embargo algunos historiadores eclesiásticos niegan su condición cardenalicia, apuntando que no se le menciona como tal en los documentos de la época. 

### Obras
Dejó escritas varias obras de temática religiosa que fueron muy estimadas en su tiempo: 
- Speculum monachorum ordinis divi Benedicti;
- Commentarium in regulam sancti Benedicti;
- Bernardi abbatis Cassinensis Expositio in regulam sancti Benedicti, et Epistola ad Hildegardum;
- Collationum, beneficiorum et officiorum Montis Cassini regestum unum;
- Inquisitionum, jurium et bonorum in castris et vellis Montis Cassini regestum alterum.